# 岡野栄太郎
岡野 栄太郎（おかの えいたろう、1930年6月14日 - 2020年11月17日）は、日本の陸上競技選手（短距離走）、ジャーナリスト。
1950年代に400mハードル走で日本陸上競技選手権大会を4連覇し、日本記録を保持していた。1952年ヘルシンキオリンピックに出場した。

## 経歴
中央大学在学中の1950年、日本陸上競技選手権大会において、男子400mおよび男子400mハードルで優勝した。日本陸上競技選手権大会の男子400mハードルでは1954年まで4連覇を遂げている。
1951年、第1回アジア競技大会に出場、男子400mおよび男子400mハードルで優勝した。400mハードルで出した54秒2は日本記録であった。岡野はこの後たびたび自己の日本記録を更新しており、1952年6月には日本学生東西対抗陸上競技大会で53秒0を記録した。	
1952年7月、ヘルシンキオリンピックに出場。400mハードル走、4×400mリレー（岡野栄太郎・的場淳吉・室矢芳隆・山本弘一）に出場した。
大学卒業後、1953年に毎日新聞社に入社。運動部記者となり、1964年東京オリンピックの取材に活躍した。東京本社運動部長、同事業本部長、取締役を歴任した。
2020年11月17日9時13分、くも膜下出血のため東京都内の病院で死去。90歳没。